# イ・ムジチ合奏団
イ・ムジチ合奏団（イ・ムジチがっそうだん、イタリア語: I Musici）は、イタリアの弦楽合奏団。

## 概要
「イ・ムジチ」は、イタリア語で「音楽家達」（The Musicians）を意味する。「イ・ムジチ・ディ・ローマ（伊: I Musici di Roma「ローマの音楽家達」）」の名でも知られる。
1951年に、スペインからローマのサンタ・チェチーリア国立アカデミアにヴァイオリニストとして留学していた当時18歳のフェリックス・アーヨが中心となって同学院の卒業生12名が集まって結成、翌1952年のヴェネツィアの音楽祭で演奏デビューを果たす。楽団としては専門の指揮者を置かず、バロック時代と同様にコンサート・マスターが指揮を行いつつ、楽員全員の調和で音楽を作り上げる形式を採る。編成はヴァイオリン6挺、ヴィオラ2挺、チェロ2挺、コントラバス1挺、チェンバロ1台の12人。
イタリアや世界のバロック音楽界における最も名高い楽団のひとつであり、日本での人気も高い。彼らの演奏するヴィヴァルディの『四季』はバロック音楽ブームの火付け役になったと言っても過言ではない。イ・ムジチ合奏団演奏による『四季』は1995年時点の日本において、6種の録音の合計で280万枚を売り上げている。特に3回目の録音（ロベルト・ミケルッチ独奏、1969年）は日本で初めて（アナログレコードとしては今も唯一）の、クラシック音楽でのミリオンセラーを記録した。
レコーディングはスイスのラ・ショー＝ド＝フォンのスタジオで行われ、ヴィヴァルディの他に、コレッリ、アルビノーニ、トレッリ等のイタリアの作曲家、J・S・バッハ、モーツァルト、ヘンデルといったドイツ・オーストリアの作曲家のレコーディングも行っている。『四季』以外の人気の録音としては、ヴィヴァルディの作品3『調和の霊感』、J・S・バッハの『ブランデンブルク協奏曲』、モーツァルトの『ディヴェルティメント K. 136〜K. 138』が挙げられる。

## 歴代楽団員

### 歴代コンサート・マスター
- フェリックス・アーヨ
- ロベルト・ミケルッチ
- サルヴァトーレ・アッカルド
- ピーナ・カルミレッリ
- フェデリコ・アゴスティーニ
- マリアーナ・シルブ
- アントニオ・アンセルミ
- マルコ・フィオリーニ

らがコンサートマスターをつとめた。
2019年の7月にアンセルミが急逝し、ゲストコンサートマスターにマッシモ・スパダーノが就任して10月の日本ツアーを行った。